# Katherine MacGregor
Dorlee Deane MacGregor (Glendale, California; 12 de enero de 1925-Woodland Hills, California; 14 de noviembre de 2018), conocida artísticamente como Katherine MacGregor y Scottie MacGregor, fue una actriz estadounidense.

## Biografía
Debutó en la gran pantalla en 1954, con un pequeño papel en la prestigiosa La ley del silencio, de Elia Kazan, junto a Marlon Brando. Sin embargo, pese a tan prestigioso debut, su carrera cinematográfica no llegó a cuajar, y de hecho sólo volvió a intervenir en dos películas menores: The student nurses (1970) y The Traveling Executioner (1970).
Por el contrario, centró su actividad artística en el teatro, trabajando en los escenarios de Broadway hasta que en 1970 se trasladó a Los Ángeles donde comenzó a aparecer en televisión. Para la pequeña pantalla intervino esporádicamente en varias series como Mannix o Ironside.
En 1974 le llegó el papel que la convirtió en uno de los personajes más populares del panorama televisivo en los años 70: El de la Señora Harriet Oleson, de La casa de la pradera. Se trata de una mujer antipática, egoísta y mezquina, aunque MacGregor logra abordar el personaje —que interpretó entre 1974 y 1983— sin perder el tono cómico que requería también el papel, granjeándose las simpatías de los televidentes de las decenas de países en los que se emitió la serie. 
En 1979 viajó a Madrid para ser entrevistada en los programas de Televisión Española 625 líneas y Ding Dong la cocina gracias al colaborador Tony Sáez.
Tras la cancelación de la serie, MacGregor volvió a los escenarios hasta su retirada definitiva. También se dedicó a dar clases de teatro a niños. El 14 de noviembre de 2018 falleció a causa de una neumonía.

## Filmografía
| Año       | Película/Programa             | Papel                    | Observaciones                           |
| --------- | ----------------------------- | ------------------------ | --------------------------------------- |
| 1954      | On the Waterfront             | La madre de un estibador | Sin crédito                             |
| 1956      | Love of Life                  | Tammy Forrest #1         | Episodios desconocidos                  |
| 1959      | Play of the Week              | Maria                    | Episodio - "The Power and the Glory"    |
| 1963      | East Side/West Side           | Grace Morrison           | Episodio - "Go Fight City Hall"         |
| 1970      | The Traveling Executioner     | Alice Thorn              | Sin crédito                             |
| 1970      | Mannix                        | Nurse Evans              | Episodio - "The World Between"          |
| 1970      | The Student Nurses            | Miss Boswell             |                                         |
| 1971      | The Young Lawyers             | Mrs. Brady               | Episodio - "The Bradbury War"           |
| 1971      | The Death of Me Yet           | Nora Queen               | Película hecha para televisión          |
| 1971      | Mannix                        | Enfermera                | Episodio - "Run Till Dark"              |
| 1972      | Ironside                      | Mrs. Pyle                | Episodio - "Programmed for Panic"       |
| 1972      | Emergency!                    | Myrna Scudder            | Episodio - "Musical Mania"              |
| 1973      | The Girls of Huntington House | Rose Beckwith            | Película hecha para televisión          |
| 1973      | All in the Family             | Enfermera                | Episodio - "Edith's Christmas Story"    |
| 1974      | Tell Me Where It Hurts        | Marge                    | Película hecha para televisión          |
| 1974      | Ironside                      | Irma                     | Episodio - "Amy Prentiss" (Parts 1 & 2) |
| 1974–1983 | Little House on the Prairie   | Harriet Oleson           | 153 episodios                           |

- Datos: Q435455